# Doiwala
Doiwala è una suddivisione dell'India, classificata come nagar panchayat, di 8.047 abitanti, situata nel distretto di Dehradun, nello stato federato dell'Uttarakhand. In base al numero di abitanti la città rientra nella classe V (da 5.000 a 9.999 persone).

## Geografia fisica
La città è situata a 30° 10' 60 N e 78° 7' 0 E e ha un'altitudine di 495 m s.l.m..

## Società

### Evoluzione demografica
Al censimento del 2001 la popolazione di Doiwala assommava a 8.047 persone, delle quali 4.339 maschi e 3.708 femmine. I bambini di età inferiore o uguale ai sei anni assommavano a 912, dei quali 467 maschi e 445 femmine. Infine, coloro che erano in grado di saper almeno leggere e scrivere erano 6.130, dei quali 3.551 maschi e 2.579 femmine.